# Clino-ferri-holmquistite
La clino-ferri-holmquistite (simbolo IMA: Cfhlm) è un rarissimo minerale del supergruppo dell'anfibolo, all'interno del quale viene collocato nel "gruppo degli anfiboli con W(OH,F,Cl)-dominante" e da lì al sottogruppo degli anfiboli di litio dove occupa un posto nel "gruppo contenente la radice clino-holmquistite nel nome"; essendo un anfibolo, appartiene agli inosilicati e pertanto alla famiglia minerale dei "silicati", e possiede composizione chimica ☐Li2(Mg3Fe3+2)Si8O22(OH)2.
La clino-ferri-holmquistite è definita con:
- catione magnesio bivalente Mg2+ dominante in posizione C2+
- catione ferro ferrico Fe3+ dominante in posizione C3+
- anione idrossile OH dominante in posizione W.

## Etimologia e storia
Il nome originario, ferri-ottoliniite, deriva da quello di Luisa Ottolini "per riconoscere il suo contributo fondamentale all'avanzamento dell’analisi in sonda ionica dei minerali, con particolare riferimento agli elementi leggeri". Presenta una debole radioattività.
La descrizione di questo minerale è stata pubblicata con il nome di ferri-ottoliniite (IMA2001-067), ma con la revisione della nomenclatura degli anfiboli del 2012 questa composizione fu considerata intermedia fra quella della clino-ferri-holmquistite e quella della magnesio-riebeckite; pertanto l'ottoliniite non fu più accettata. Nel settembre 2014 il campione originale è stato approvato con il nome di clino-ferri-holmquistite.
Il minerale descritto originariamente con il nome di clino-ferri-holmquistite (numero IMA 1995-045) è stato rinominato prima sodic-ferri-clinoholmquistite e infine col nome attuale clino-ferro-ferri-holmquistite.

## Classificazione
Nella classica nona edizione della sistematica dei minerali di Strunz, aggiornata dall'Associazione Mineralogica Internazionale (IMA) fino al 2009, elenca la clino-ferri-holmquistite con il nome ferri-ottoliniite e la colloca nella classe "9. Silicati (germanati)" e da lì nella sottoclasse "9.D Inosilicati"; questa viene suddivisa più finemente in base alla struttura cristallina del minerale, in modo tale che la clino-ferri-holmquistite possa essere trovata nella sezione "9.DE Inosilicati con catene doppie di periodo 2, Si4O11; clinoanfiboli" dove forma il sistema n 9.DE.15 insieme a ferriwhittakerite e a ottoliniite (non più riconosciuta) e a whittakerite (un minerale considerato al tempo ipotetico e che non ha trovato riscontri).
Tale classificazione è largamente rivista nell'edizione successiva, proseguita dal database "mindat.org" e chiamata Classificazione Strunz-mindat, nella quale viene mantenuta la collocazione generale nella classe "9. Silicati" e non oltre, in attesa di ulteriori indagini.
Nella Sistematica dei lapis (Lapis-Systematik) di Stefan Weiß la clino-ferri-holmquistite è elencata nella classe dei "silicati" e nella sottoclasse degli "inosilicati", dove si trova nel "gruppo degli anfiboli [con struttura] [Si4O11]6- a due bande; anfiboli Mg-Fe-Mn", dove forma il sistema nº VIII/F.07 insieme a cummingtonite, grunerite, clino-suenoite, clino-ferro-suenoite, clino-holmquistite e clino-ferro-ferri-holmquistite.
Anche la classificazione dei minerali secondo Dana, usata principalmente nel mondo anglosassone, elenca la clino-ferri-holmquistite nella famiglia dei "silicati", qui è nella classe degli "inosilicati: catene doppie non ramificate, W=2" e nella sottoclasse degli "inosilicati: catene doppie non ramificate, configurazione anfibolo W=2" dove forma il "gruppo 5, anfiboli con Na-Ca-Mg-Fe-Mn-Li, con Li(b) = 0,50 atomi per unità di formula" con il sistema nº 66.01.03d.

## Abito cristallino
La clino-ferri-holmquistite cristallizza nel sistema monoclino nel gruppo spaziale C2/m (gruppo nº 12) con le costanti di reticolo a = 9,48 Å, b = 17,845 Å, c = 5,283 Å e β = 102,03°, oltre ad avere 2 unità di formula per cella unitaria.

## Origine e giacitura
La clino-ferri-holmquistite è stata trovata nell'episienite in paragenesi con albite, andradite, annite, apatite, clino-ferro-ferri-holmquistite, clinozoisite, clorite, egirina-augite, ematite, ferro-ferri-pedrizite, ferri-leakeite, ferripedrizite, ferro-actinolite, magnetite, microclino, minerali argillosi, muscovite, quarzo, tainiolite, titanite e zircone.
Si è formata per alterazione episienitica (dequarzificazione e albitizzazione) del granito porfiritico ricco di cordierite per azione di fluidi acquosi non magmatici a bassa salinità alla temperatura di circa 520 °C.

## Forma in cui si presenta in natura
La clino-ferri-holmquistite è stata scoperta sotto forma di aggregati granoblastici intergranulari formati da cristalli subedrali o come microinclusioni.
Il minerale è traslucido con lucentezza vitrea; il colore è nero mentre quello del suo striscio è grigio.

## Proprietà ottiche
La clino-ferri-holmquistite possiede un forte pleocroismo con colori giallo-verde secondo {\displaystyle x}, blu indaco secondo {\displaystyle y} e blu-verde secondo {\displaystyle z}, e mostra colori di interferenza indaco e marrone anomali.